# سيرجي أبراموف
سيرجي أبراموف هو محاسب وسياسي روسي، ولد في 29 فبراير 1972 في موسكو في روسيا.